# Онтарио (окръг, Ню Йорк)
Вижте пояснителната страница за други значения на Онтарио.
Окръг Онтарио (на английски: Ontario County) е окръг в щата Ню Йорк, Съединени американски щати. Площта му е 1715 km², а населението - 109 899 души (2017). Административен център е град Канандейгуа.